# Capannori
Capannori é uma comuna italiana da região da Toscana, província de Lucca, com cerca de 40.699 habitantes. Estende-se por uma área de 156 km², tendo uma densidade populacional de 261 hab/km². Faz fronteira com Altopascio, Bientina (PI), Borgo a Mozzano, Buti (PI), Calci (PI), Lucca, Montecarlo, Pescia (PT), Porcari, San Giuliano Terme (PI), Villa Basilica.

## Demografia
| Variação demográfica do município entre 1861 e 2011                               |
|                                                                                   |
| Fonte: Istituto Nazionale di Statistica (ISTAT) - Elaboração gráfica da Wikipedia |